# Juho Saaristo
Julius Juho Saaristo (Tampere, 21 luglio 1891 – 12 ottobre 1969) è stato un giavellottista finlandese.

## Biografia
Partecipò alle Olimpiadi del 1912 di Stoccolma, dove ottenne la medaglia d'oro nel lancio del giavellotto a due mani (competizione che si svolse esclusivamente in questa edizione dei Giochi Olimpici) e l'argento nel lancio del giavellotto, ottenendo il record olimpico, che fu però immediatamente battuto dall'ultimo lancio di Eric Lemming di 60,64 m (contro i 58,66 m di Saaristo).
Otto anni più tardi, ottenne il quarto posto, sempre nel lancio del giavellotto, alle Olimpiadi di Anversa del 1920.

## Record nazionali
- Lancio del giavellotto: 61,45 m

## Palmarès
| Anno | Manifestazione | Sede      | Evento                            | Risultato | Prestazione | Note  |
| ---- | -------------- | --------- | --------------------------------- | --------- | ----------- | ----- |
| 1912 | Olimpiadi      | Stoccolma | Lancio del giavellotto            | Argento   | 58,66 m     |       |
| 1912 | Olimpiadi      | Stoccolma | Lancio del giavellotto a due mani | Oro       | 109,42 m    | [ 1 ] |
| 1920 | Olimpiadi      | Anversa   | Lancio del giavellotto            | 4º        | 62,39 m     |       |